# Черни, Эл
Эл Черни (англ. Al Cherny, имя при рождении Александр Питер Чернивеч, англ. Alexander Peter Chernywech) — канадский фиддлер и композитор, исполнитель музыки кантри. Лауреат прижизненных наград в жанре кантри, посмертно внесён в списки Зала славы канадской музыки кантри.

## Биография
Родился в 1934 году в Медисин-Хате (Альберта) в семье украинских иммигрантов. В юности учился игре на скрипке у Фрэнка Новака и добился хороших результатов как классический скрипач, однако ещё подростком сменил жанр и стал исполнять музыку кантри как фиддлер. Играл произведения в этом жанре на радио CHAT-FM в Медисин-Хате.
В 1951 году переехал в Калгари, где присоединился к группе Вика Сиберта Sons of the Saddle, исполнявшей ковбойскую музыку. Выступал с этой группой на ярмарках и фестивалях, в том числе на Калгарийском Стампиде, а также на радио. Вскоре получил достаточную известность, чтобы быть приглашенным на прослушивание в ведущую радиопередачу Канады, посвященную народной музыке — Saturday Night Barn Dance на радиостанции CKNX (Уингем, Онтарио). После утверждения был постоянным участником этой радиопрограммы с 1952 по 1959 год, в это время уже под именем Эл Черни. Выступал в частности с группой Golden Prairie Cowboys. Во время работы на радио познакомился со своей будущей женой Марион Силер, участнице коллектива Sieler Twins; в этом браке позже родился сын Питер. С 1963 года регулярно выступал на телеkanale CBC, до 1965 года в программе «Country Hoedown», а затем в «Шоу Томми Хантера». На протяжении 1960-х годов сопровождал Хантера в его турне по Европе, Ближнему и Дальнему Востоку.
К началу 1970-х годов завоевал репутацию ведущего студийного инструменталиста Канады. Аккомпанировал при записи альбомов Хантера, Гэри Бака, Дика Дамрона, Сильвии Тайсон, Джесси Винчестера. Записал также ряд альбомов как ведущий исполнитель — один с канадским лейблом Arc Records, девять с RCA Records и два с Tee Vee Records. Последние, в том числе Golden Ukrainian Melodies, представляют собой компиляции произведений, ранее записанный с RCA. Выпустил ряд произведений для народной скрипки собственного сочинения с Dunbar Records.
Скончался от рака гортани в августе 1989 года.

## Награды и звания
Эл Черни выигрывал ежегодный Канадский открытый конкурс фиддлеров (англ. Canadian Open Old Time Fiddlers' Contest) с 1959 по 1961 год в классе новичков, а в 1960 и 1961 годах — также в общем зачете. Он стал первым участником конкурса, победившим в обеих категориях в один год.
В 1978 году стал лауреатом Большой премии кантри журнала RPM как лучший кантри-инструменталист Канады. В 1989 году имя Эла Черни было включено в списки Зала славы канадской музыки кантри посмертно. Скрипка Черни, изготовленная немецким мастером Йолефом Риоком, выставлена в Национальном музыкальном центре в Калгари.